# De keizerkraker
De keizerkraker is een parodie op de stripreeks Suske en Wiske uit 1982, geschreven door 'Willy Dondersteen' (een woordspeling op Willy Vandersteen), uitgeverij 'Staand Uitgekeken', van Standaard Uitgeverij. De man achter het pseudoniem is Johnn Bakker, de tekenaar van de strip 'Blook' die hij maakte voor het tijdschrift Pep.

## Verhaal
Suske en Wiske huren een pand van Pistolen Pietje dat later gekraakt wordt. Onze vrienden worden snel getroffen door het verhaal van de krakers en besluiten om ook in de kraakbeweging te gaan. Ze weigeren nog langer huur te betalen waardoor Pietje twee agenten op ze afstuurt die Jerom eruit gooit. Om geld te verdienen gaat Lambik in de drugs en verhuurt Sidonia zich als prostituee, maar de laatste wordt direct voor een travestiet aangezien. Een van de klanten krijgt ruzie met de pooier van Sidonia. De pooier grijpt Sidonia op haar gevoelige plek waarna Sidonia de pooier in elkaar slaat. Ook Lambik krijgt problemen met zijn leverancier die hem verdenkt geld achterover te hebben gedrukt. Als de leverancier zijn zware jongen erbij haalt om Lambik een lesje te leren, neemt deze laatste ook wat LSD en blijkt hij opeens erg sterk te zijn geworden, net als Jerom. Hij mept de zwaargewicht neer. Ondertussen worden Suske en Wiske door Pistolen Pietje uitgenodigd en vervolgens door hem in gijzeling gehouden. Hij telefoneert naar een vriendje bij de gemeente, Wim Polak, die onmiddellijk de Mobiele Eenheid opdracht geeft het pand van Pietje te ontruimen. Jerom komt direct te hulp en samen met de onder invloed verkerende Lambik die ook XTC gebruikt, meppen ze de ME'ers een voor een eruit. Ondertussen hebben Suske en Wiske de geheime boekhouding van Pistolen Pietje ontdekt en zichzelf bevrijd. Ze bellen de politie die de boekhouding onderzoekt en Pistolen Pietje arresteert voor mensenhandel, kinderpornohandel, drugshandel en het organiseren van straatgevechten. Het pand wordt als illegaal onroerend goed van Pietje beschouwd en uiteindelijk aan de kraakbeweging geschonken.